# Anja Ninasdotter Abusland

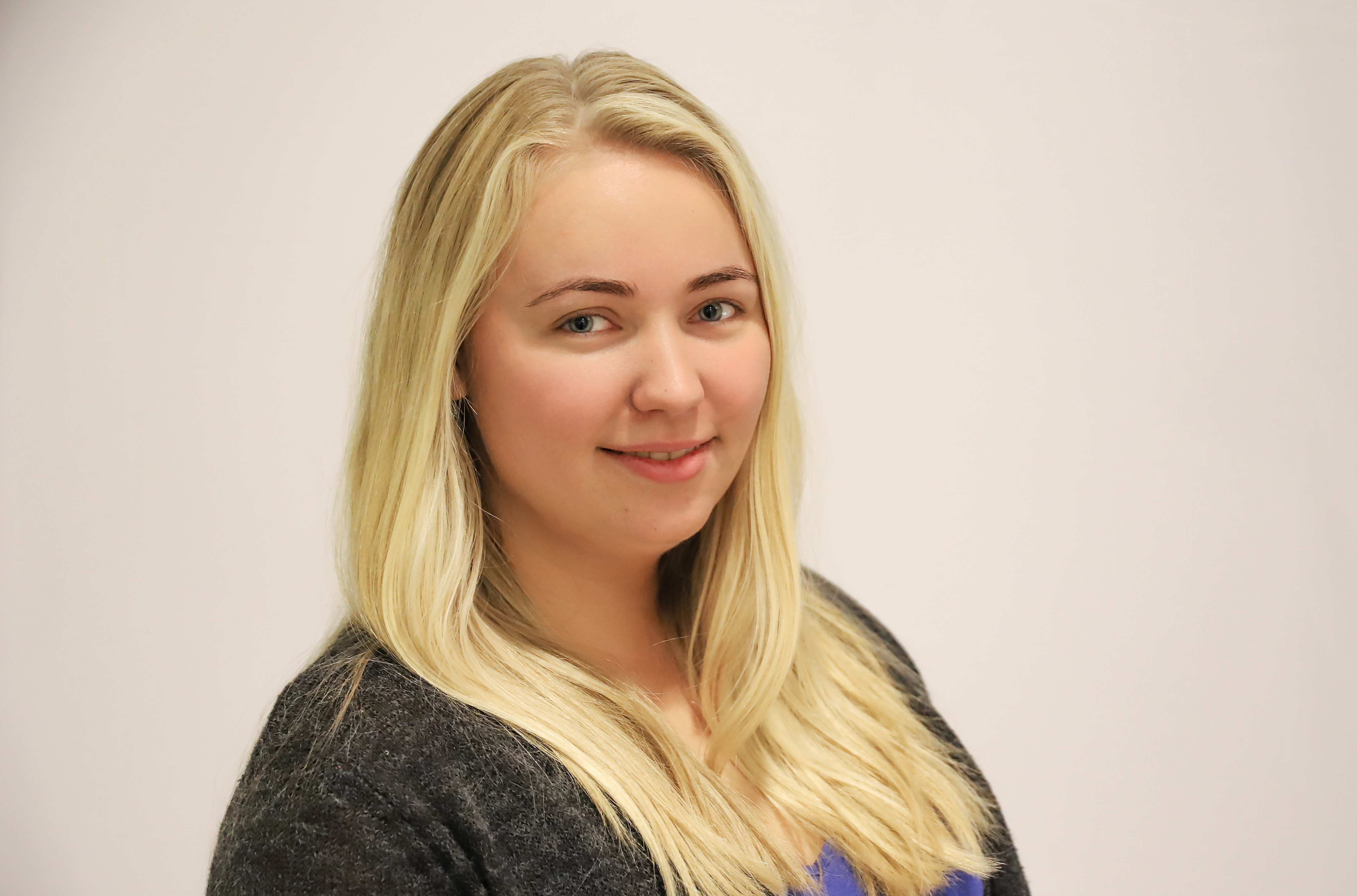
Anja Ninasdotter Abusland, 2019

Anja Ninasdotter Abusland (* 25. November 1995) ist eine norwegische Politikerin der Senterpartiet (Sp). Seit 2021 ist sie Abgeordnete im Storting.

## Leben
Abusland ist ausgebildete Krankenpflegerin. Sie saß von 2015 bis 2019 im Kommunalparlament der damaligen Kommune Songdalen. Ab 2019 war sie Mitglied des Stadtrats von Kristiansand. Songdalen wurde im Zuge der landesweiten Kommunalreform nach Kristiansand eingemeindet. Im Stadtrat wurde sie die Vorsitzende des Gesundheitsausschusses.
Abusland zog bei der Parlamentswahl 2021 erstmals in das norwegische Nationalparlament Storting ein. Dort vertritt sie den Wahlkreis Vest-Agder und wurde zunächst Mitglied im Arbeits- und Sozialausschuss. Im September 2023 ging sie in den Außen- und Verteidigungsausschuss über. Abusland gab im Mai 2024 bekannt, dass sie bei der Wahl 2025 keine erneute Kandidatur beabsichtige. Im Februar 2025 wechselte sie während der laufenden Legislaturperiode in den Kontroll- und Konstitutionsausschuss.